# Bealsmill
Bealsmill – wieś w Anglii, w Kornwalii. Leży 100 km na północny wschód od miasta Penzance i 312 km na zachód od Londynu.